# José Luis Cabezas
José Luis Cabezas (geboren 27. November 1961; gestorben 25. Januar 1997 in Pinamar, Provinz Buenos Aires, Argentinien) war ein argentinischer Reporter und Fotograf, der im Zusammenhang mit seiner beruflichen Tätigkeit ermordet wurde.

## Vorgeschichte
Am 25. August 1995 warf der argentinische Wirtschaftsminister Domingo Cavallo dem Industriellen Alfredo Yabrán vor, Führer einer „mit der Macht verstrickten Mafia“ zu sein. Zu diesem Zeitpunkt existierten in der Öffentlichkeit noch keine Fotos von Yabrán. Dieser behauptete, nicht einmal der argentinische Geheimdienst besitze ein solches. Bei Interviews hatte er niemand gestattet, ein Foto von ihm aufzunehmen. Erst am 16. Februar 1996 gelang es dem als Tourist verkleideten Cabezas, Yabrán und seine Ehefrau am Badestrand „Marbella“ in Pinamar, einem teuren Badeort an der Atlantikküste der Provinz Buenos Aires, zu fotografieren. Drei Fotos wurden am 3. März 1996 in Noticias veröffentlicht. Zwei Tage später veröffentlichte Cabezas’ Kollege Gabriel Michi einen Bericht über Yabráns geschäftliche Tätigkeit. Im weiteren Verlauf erhielt Cabezas mehrere Morddrohungen.

## Entführung und Mord

### Tathergang
Am 25. Januar 1997 hielt sich Cabezas anlässlich der Geburtstagsfeier des Postunternehmers Oscar Andreani wieder in Pinamar auf. Als er die Feier verließ, wurde er von zunächst Unbekannten entführt und zu einer Grube im Hinterland Pinamars verbracht. Dort wurde er durch zwei Kopfschüsse getötet, die Leiche wurde in seinem von Noticias bereitgestellten Mietwagen verbrannt.

### Politischer Hintergrund
Der Mord ereignete sich während der Amtszeit Eduardo Duhaldes als Gouverneur der Provinz Buenos Aires und wurde als mögliches kriminelles Signal der Provinzpolizei von Buenos Aires an die Polizeiführung angesehen. Carlos Menem, wie Duhalde ein Mitglied der peronistischen Partei Partido Justicialista, erklärte, er sei „mit einer Leiche beworfen“ worden, und versprach die Aufklärung des Falles. Jedoch wurde Menem wegen der Art der Ermittlungen und seiner engen Kontakte mit Alfredo Yabrán, einem der Anstiftung des Mordes verdächtigen Industriellen, kritisiert; so habe Menem ein luxuriöses Haus in Buenos Aires von Yabrán als Geschenk angenommen.

### Öffentliche Rezeption
Zum Zeitpunkt des Mordes genossen die argentinische Presse im Allgemeinen und die Zeitung Noticias im Besonderen einen guten Ruf hinsichtlich der Aufdeckung von Korruptionsfällen. Cabezas’ Ermordung wurde korrupten Personen und Institutionen als Angriff auf die Pressefreiheit angelastet. Die Medien, Journalistenvereinigungen, Menschenrechtler und zahlreiche Bürger demonstrierten öffentlich für eine schnelle Aufklärung des Falles. Die Parole ¡No se olviden de Cabezas! (deutsch Vergessen Sie Cabezas nicht!) wurde zu einem Symbol für das Verlangen nach Gerechtigkeit und gegen die Impunität der Täter.

## Strafrechtliche Aufarbeitung

### Chronologie
Die ersten Ermittlungen im Januar 1997 richteten sich zum einen gegen Alfredo Yabrán, zum anderen gegen Personal der Provinzpolizei von Buenos Aires und deren Leiter Pedro Klodzyk, die in Cabezas’ Artikel Maldita Policía (deutsch: Verfluchte Polizei) im August 1996 scharf kritisiert und der Bestechlichkeit bezichtigt worden waren.

#### 1997
- Am 11. Februar wurde Alfredo Yabrán beim Strafgerichtshof in Buenos Aires vorstellig und bestritt die ihm zur Last gelegte Anstiftung zum Mord an Cabezas.
- Am 12. Februar nahm die Polizei im Seebad Mar del Plata fünf Mitglieder der Gang Pepita la Pistolera unter dem Verdacht der Tatbeteiligung fest.
- Am 13. Februar teilten die Politiker Carlos Corach und Alberto Kohan, Parteifreunde des Staatspräsidenten Carlos Menem, dem Ermittlungsrichter mit, die Waffe des Pepita-Mitglieds Luis Martínez Maidana sei die Tatwaffe.
- Am 7. März erklärte Francisco Cáceres, vormaliger Leibwächter Alfredo Yabráns, dass letzterer sich an den von Cabezas aufgenommenen Fotos gestört habe.
- Am 2. März traf sich ein Mitglied der Gang Los Horneros mit Provinzgouverneur Eduardo Duhalde und gestand seine Tatbeteiligung.
- Am 5. April übergab Duhalde diese Information dem Ermittlungsrichter José Luis Macchi.
- Am 9. April wurden die Horneros Horacio Braga und Héctor Retana sowie der Polizeibeamte Gustavo Prellezo unter Tatverdacht festgenommen.
- Am 10. April wurde ein weiterer Hornero, Sergio González, festgenommen und sagte aus, Prellezo habe Cabezas erschossen. Yabrán sagte vor dem Anti-Mafia-Ausschuss des argentinischen Kongresses aus.
- Am 11. April wurde der Polizeibeamte Sergio Camaratta unter dem Verdacht der Tatbeteiligung verhaftet.
- Am 19. April stellte sich der Hornero José Luis Auge in der Provinzhauptstadt La Plata der Polizei.
- Am 2. Mai erklärte Braga, Camaratta habe die Täter am Tattag über Cabezas’ Abreise von der Geburtstagsfeier in Kenntnis gesetzt.
- Am 4. Mai wurden Telefongespräche zwischen Prellezo und den Yabrán-Unternehmen Bridees und Yabito bekannt.
- Am 7. Mai sagten Yabrán und Ríos erstmals als Zeugen vor den Ermittlungsbeamten aus.
- Am 16. Mai wurde Cabezas’ Fotoapparat auf dem Grund eines Kanals entdeckt.
- Am 30. Mai gab Yabráns Leibwächter Roberto Archuvi zu, Ríos zum Tatzeitpunkt angerufen zu haben.
- Am 10. Oktober sagte Yabrán als Beschuldigter aus.

#### 1998
- Am 15. Mai sagte Prellezos Ehefrau aus, ihr Mann habe ihr gegenüber eingeräumt, dass Yabrán hinter der Tat gesteckt hatte. Am selben Tag wurde ein Haftbefehl gegen Yabrán ausgestellt.
- Am 20. Mai wurde Yabráns Leiche auf dessen Landgut bei Gualeguaychú in der Provinz Entre Ríos nördlich von Buenos Aires entdeckt. Die Obduktion ergab, dass er sich erschossen hatte, um der Verhaftung zu entgehen.

#### 1999
- Am 17. September erhob die Staatsanwältin Analía Avalos Anklage gegen die noch lebenden Beschuldigten.
- Am 14. Dezember eröffnete das Strafgericht in Dolores das Hauptverfahren.

#### 2000
- Am 2. Februar wurden alle Angeklagten außer Gómez erstinstanzlich zu lebenslangen Freiheitsstrafen verurteilt; Prellezo, Luna und Camaratta unter verschärften Bedingungen.

#### 2002
- Am 23. Dezember erhielt auch der ehemalige Polizeikommissar Alberto Gómez eine lebenslange Freiheitsstrafe.

#### 2003
- Am 13. November verkürzte das Appellationsgericht der Provinz Buenos Aires sechs der Freiheitsstrafen auf begrenzte Dauer; das Urteil gegen Prellezo wurde bestätigt.

#### 2004–2006
- Weitere Freiheitsstrafen im Fall Cabezas wurden zu Hausarrest abgemildert oder ihre Vollstreckung beendet. Dies wurde dadurch ermöglicht, dass die verbüßte Untersuchungshaft dem Straftäter in Argentinien doppelt angerechnet wird.

#### 2007
- Am 25. Januar wurde an verschiedenen Stellen des Landes des zehn Jahre zuvor verübten Mordes gedacht.
- Am 19. September widerrief das Oberste Gericht der Provinz Buenos Aires die Verkürzungen der Freiheitsstrafen außer im Fall Gómez. Gegen diese Entscheidung wurde Berufung beim höchsten Bundesgericht eingelegt.
- Am 14. Dezember kehrten Braga und Auge ins Gefängnis von Gorina zurück, nachdem sie Bedingungen des Hausarrests verletzt hatten; in Gorina wurden sie im offenen Vollzug mit vorübergehenden Freigängen untergebracht.

#### 2008
- Am 28. Oktober wurde Ríos’ Reststrafe zur Bewährung ausgesetzt.

#### 2009
- Am 9. Dezember bestätigte das Bundesgericht die lebenslangen Freiheitsstrafen gegen Auge und Braga.

#### 2010
- Am 12. September genehmigte die Strafkammer von Dolores Prellezo aus Gesundheitsgründen die Verbüßung der Reststrafe im eigenen Haushalt.
- Am 1. Oktober verwarf die Strafkammer von Dolores die von der Staatsanwaltschaft eingelegte Beschwerde hiergegen.
- Am 2. Oktober verließ Prellezo das Gefängnis.
- Am 29. Dezember verwarf das oberste Bundesgericht den von Ríos’ Strafverteidigung eingebrachten Antrag auf Wiederaufnahme des Verfahrens und bestätigte damit die zweitinstanzliche Verurteilung zu einer 27-jährigen Freiheitsstrafe.

#### 2011
- Am 7. Juni bestätigte dasselbe Gericht Lunas und Camarattas erstinstanzliche Verurteilung zu lebenslanger Freiheitsstrafe, indem es die von den Verteidigungen beantragten Nichtigkeitsfeststellungen ablehnte.
- Am 27. Juni wies das oberste Bundesgericht Prellezos Antrag auf Freilassung ab, womit es bei der weiteren Vollstreckung des Urteils als Hausarrest blieb.[5][6]

### Zusammenfassung der Urteile
Die einzelnen Strafverfahren gegen die Angeklagten im Fall Cabezas endeten, teils nach Revision, wie folgt:
| Name                    | Erste Instanz                     | Endurteile                    | Bemerkungen                                                                                     |
| ----------------------- | --------------------------------- | ----------------------------- | ----------------------------------------------------------------------------------------------- |
| José Luis Auge          | Lebenslange Freiheitsstrafe       | Urteil bestätigt              | im Jahr 2004 aus der Haft entlassen                                                             |
| Horacio Anselmo Braga   | Lebenslange Freiheitsstrafe       | Urteil bestätigt              | am 25. Januar 2007 aus der Haft entlassen                                                       |
| Sergio Aníbal Camaratta | Lebenslange Freiheitsstrafe       | 25 Jahre Freiheitsstrafe      | gegen Kaution zur Bewährung auf freiem Fuß                                                      |
| Alberto Gómez           | Lebenslange Freiheitsstrafe       | Rechtskraft in erster Instanz | Polizeikommissar in Pinamar; verurteilt wegen Freihaltens des Tatortes                          |
| Sergio Gustavo González | Lebenslange Freiheitsstrafe       | 20 Jahre Freiheitsstrafe      | im Februar 2006 entlassen                                                                       |
| Aníbal Luna             | Lebenslange Freiheitsstrafe       | 24 Jahre Freiheitsstrafe      | aus der Haft entlassen                                                                          |
| Gustavo Prellezo        | Lebenslange Freiheitsstrafe       | Urteil bestätigt              | Haftstrafe wurde am 23. September 2010 aus gesundheitlichen Gründen in Hausarrest umgewandelt   |
| Miguel Retana           | Lebenslange Freiheitsstrafe       | Rechtskraft in erster Instanz | einziger geständiger Angeklagter; 2001 im Gefängnis an AIDS verstorben                          |
| Gregorio Ríos           | Lebenslange Freiheitsstrafe       | 27 Jahre Freiheitsstrafe      | wegen Anstiftung zum Mord verurteilt; Strafrest in Hausarrest umgewandelt                       |
| Alfredo Yabrán          | Verfahren wegen Todes eingestellt | kein Urteil                   | beging nach Erlass seines Haftbefehls am 20. Mai 1998 Suizid in seinem Anwesen bei Gualeguaychú |

Mit Stand von September 2015 befand sich keiner der Verurteilten mehr im Gefängnis.